# 劍道殿堂
劍道殿堂（日语：／ Kendōdendō）是日本財團法人全日本劍道連盟設立的名譽殿堂。作為記念全日本劍道連盟設立50周年的其中一環，以及為了顯彰對劍道普及、發展有貢獻的已故人而設立。經選考委員會（全日本劍道連盟會長、範士4人、資深經驗者4人）決議，在2003年（第一次）選出15人、2005年（第二次）選出9人，在全日本劍道連盟北之丸事務所（日本武道館）劍道映像博物館發表。全日本劍道連盟至今仍在研究適宜人選，準備以後的方針。

## 第一次受顯彰者（2003年）
分成「別格顯彰」（特別優秀）、「顯彰」。
- 別格顯彰
  - 柳生宗矩—『兵法家傳書（日语：兵法家伝書）』的作者、劍豪
  - 宮本武藏—『五輪書』的作者、劍豪

- 顯彰
  - 男谷精一郎
  - 齋藤彌九郎
  - 千葉周作
  - 山岡鐵舟
  - 榊原鍵吉
  - 西久保弘道
  - 內藤高治
  - 高野佐三郎
  - 中山博道
  - 木村篤太郎
  - 笹森順造
  - 小川金之助
  - 持田盛二

## 第二次受顯彰者（2005年）
被選為第一次受顯彰者候補，並留待下次進一步人物追跡調査的人。另一方面，制定「劍道殿堂顯彰規定」，分成「劍道家顯彰」（劍技、劍理優秀，培育許多劍道人，盡心於劍道普及、發展，功績特別顯著的人）、「特別顯彰」（活躍於劍道界的組織化、營運等，有留給後世的成果，對劍道普及、發展的功績特別顯著的人）、「劍道文化顯彰」（通過對劍道的歷史研究、文化事業等，提升劍道的社會評價，對劍道普及、發展有大貢獻的人）。
- 劍道家顯彰
  - 桃井春藏直正
  - 根岸信五郎
  - 齋村五郎
  - 大麻勇次

- 特別顯彰
  - 星野仙藏
  - 小澤愛次郎
  - 小西新右衛門業茂
  - 小澤寅吉
  - 野間清治